# Kerk van Maria Magdalena (Weimar)
De russisch-orthodoxe Kerk van heilige Maria Magdalena (Duits: Russisch-orthodoxe Hl-Maria-Magdalena-Kirche, Russisch: Церковь Святой равноапостольной Марии Магдалины) in de Duitse plaats Weimar, Thüringen, werd in 1860 als grafkapel voor de russische grootvorstin Maria Pavlovna gebouwd. Het kerkgebouw bevindt zich op de historische kerkhof van Weimar, direct achter het vorstelijk grafmonument, waarmee het via een onderaardse gang mee is verbonden. De sarcofaag van de grootvorstin bevindt zich in de onderaardse verbinding tussen de grafkapel en het grafmonument. Daarnaast staat de sarcofaag van haar echtgenoot Karel Frederik van Saksen-Weimar-Eisenach.

## Geschiedenis

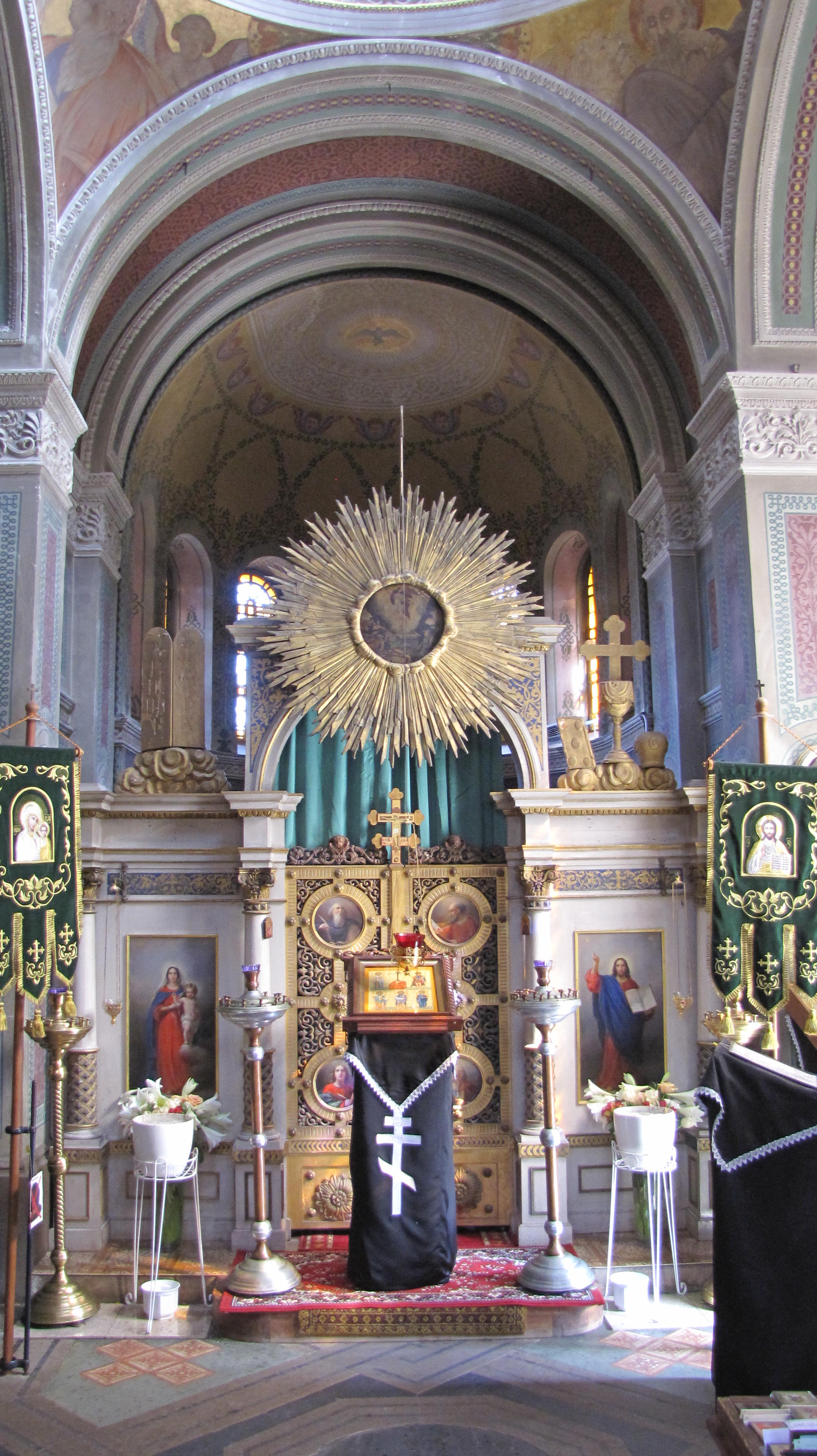
Interieur

Conform haar wens werd na de dood 1859 van Maria Pavlovna in opdracht van groothertog Karel Alexander een russisch-orthodoxe kapel tussen 1860 en 1862 over haar graf gebouwd. Het ontwerp ervoor was afkomstig van Carl Heinrich Ferdinand Streichhan (1814–1884).
Volgens de Russische traditie moest Maria Pavlovna in Russische aarde worden begraven. Anderzijds was zij ook de regentes van Saksen-Weimar-Eisenach. Dientengevolge moest zij in Weimar worden begraven. De oplossing werd gevonden in het vervoeren van meerdere wagenladingen met Russische grond uit de buurt van Sint-Petersburg naar Weimar. Hiervan werd een heuvel op het kerkhof van Weimar aangelegd, waarop men de kapel liet bouwen. Het kerkgebouw werd op 24 november 1862 ter ere van Maria Magdalena gewijd.
Tijdens de bouw van de kapel maakte men in de zuidelijke muur van het onderste gewelf een doorbraak, waarin de sarcofaag van Maria Pavlovna werd ondergebracht. Alleen op deze wijze was het, eveneens conform de wens van de regentes, mogelijk om naast haar man te kunnen worden begraven en tegelijkertijd op de gewijde grond van haar eigen, russisch-orthodoxe religie te kunnen liggen.
De kerk werd en wordt voor begrafenissen en door de russisch-orthodoxe parochie van Weimar voor erediensten gebruikt.
Sinds het ontstaan waren er regelmatig renovaties noodzakelijk, bijvoorbeeld door vochtproblemen in het muurwerk.
De kapel maakt tegenwoordig deel uit van de culturele stichting Klassik Stiftung Weimar.